# Kalium-O-ethyldithiocarbonat
Kalium-O-ethyldithiocarbonat, früher Kaliumethylxanthogenat, ist eine chemische Verbindung aus der Gruppe der Kaliumsalze und Xanthogenate (Dithiocarbonate).

## Gewinnung und Darstellung
Kalium-O-ethyldithiocarbonat wurde erstmals 1822 von William Christopher Zeise aus Kaliumhydroxid, Kohlenstoffdisulfid und Ethanol hergestellt.

## Verwendung
Kalium-O-ethyldithiocarbonat wird überwiegend als anionaktiver Sammler bei der Flotation von Kupfer-, Nickel- und Silbererzen verwendet.
Auch für Synthesen wird es verwendet: So sind Thioketone durch Reaktion von Kalium-O-ethyldithiocarbonat und Dichloriden aus zugänglich. Kalium-O-ethyldithiocarbonat wurde auch für Verwendung als Konservierungsmittel, Fällungsreagenz und in Japan für die Flüssig-Flüssig-Extraktion von Technetium und Rhenium untersucht.